# استریس
استریس (انگلیسی: Steris) شرکت تجهیزات پزشکی آمریکایی است، که در سال ۱۹۸۵ تأسیس شد.